# EPrix de Dariya 2022
 L'ePrix de Dariya 2022 (2022 FIA Formula E Saudia Diriyah E-Prix), disputé les 28 et 29 janvier sur le circuit urbain de Dariya, sont les 85e et 86e manches de l'histoire de la Formule E. Il s'agit de la sixième et de la septième édition de l'ePrix de Dariya comptant pour le championnat de Formule E et des deux premières manches du championnat du monde 2021-2022.

## Contexte
Après l'ePrix de Berlin, Nyck de Vries est sacré premier champion du monde de Formule E avec 7 points d'avance sur Edoardo Mortara et avec 8 points d'avance sur Jake Dennis. Au classement des écuries, Mercedes-Benz EQ Formula E Team devient champion avec 4 points d'avance sur Jaguar Racing et 15 points d'avance sur DS Techeetah Formula E Team.
En raison de la pandémie du Covid-19, l'ePrix de Santiago, initialement prévu pour le 28 et 29 janvier 2022, a été remplacé par l'ePrix de Dariya, ce qui en fait la première manche de la saison du championnat du monde 2021-2022.
Cette nouvelle saison est la deuxième à être officiellement classée comme championnat du monde.

## Première manche
GP précédent GP suivant

### Essais libres

#### Première séance
| Pos. | Pilote                 | Ecurie               | Chrono         | Écart     |
| ---- | ---------------------- | -------------------- | -------------- | --------- |
| 1    | Oliver Rowland         | Mahindra Racing      | 1 min 10 s 559 | -         |
| 2    | Antonio Félix da Costa | DS Techeetah         | 1 min 10 s 717 | + 0 s 158 |
| 3    | Jake Dennis            | Avalanche Andretti   | 1 min 10 s 739 | + 0 s 180 |
| 4    | Jean-Éric Vergne       | DS Techeetah         | 1 min 10 s 744 | + 0 s 185 |
| 5    | Mitch Evans            | Jaguar TCS Racing    | 1 min 11 s 064 | + 0 s 505 |
| 6    | Edoardo Mortara        | ROKiT Venturi Racing | 1 min 11 s 080 | + 0 s 521 |

#### Deuxième séance
| Pos. | Pilote                 | Ecurie                           | Chrono         | Écart     |
| ---- | ---------------------- | -------------------------------- | -------------- | --------- |
| 1    | Oliver Rowland         | Mahindra Racing                  | 1 min 08 s 957 | -         |
| 2    | Sam Bird               | Jaguar TCS Racing                | 1 min 08 s 972 | + 0 s 015 |
| 3    | Jake Dennis            | Avalanche Andretti               | 1 min 09 s 000 | + 0 s 043 |
| 4    | Antonio Félix da Costa | DS Techeetah                     | 1 min 09 s 048 | + 0 s 091 |
| 5    | Robin Frijns           | Envision Racing                  | 1 min 09 s 070 | + 0 s 113 |
| 6    | Pascal Wehrlein        | TAG Heuer Porsche Formula E Team | 1 min 09 s 171 | + 0 s 215 |

### Qualifications
| Pos. | Pilote                 | Écurie             | QA             | QB             | QQF1           | QQF2           | QQF3           | QQF4           | QSF1           | QSF2           | QF             | Grille |
| ---- | ---------------------- | ------------------ | -------------- | -------------- | -------------- | -------------- | -------------- | -------------- | -------------- | -------------- | -------------- | ------ |
| 1    | Stoffel Vandoorne      | Mercedes EQ        | 1 min 09 s 489 |                |                |                | 1 min 08 s 873 |                |                | 1 min 08 s 407 | 1 min 08 s 626 | 1      |
| 2    | Jake Dennis            | Avalanche Andretti |                | 1 min 09 s 283 |                | 1 min 08 s 749 |                |                | 1 min 08 s 379 |                | 1 min 08 s 926 | 2      |
| 3    | Nyck de Vries          | Mercedes EQ        |                | 1 min 09 s 164 |                |                |                | 1 min 08 s 600 |                | 1 min 08 s 407 |                | 3      |
| 4    | André Lotterer         | Porsche            |                | 1 min 09 s 313 | 1 min 09 s 018 |                |                |                | 1 min 09 s 014 |                |                | 4      |
| 5    | Sam Bird               | Jaguar TCS         | 1 min 09 s 407 |                |                | 1 min 08 s 919 |                |                |                |                |                | 5      |
| 6    | Nick Cassidy           | Envision           |                | 1 min 09 s 214 |                |                | 1 min 08 s 951 |                |                |                |                | 6      |
| 7    | Robin Frijns           | Envision           | 1 min 09 s 163 |                | 1 min 09 s 109 |                |                |                |                |                |                | 7      |
| 8    | Oliver Rowland         | Mahindra           | 1 min 09 s 545 |                |                |                |                | 1 min 09 s 329 |                |                |                | 8      |
| 9    | Lucas di Grassi        | ROKiT Venturi      | 1 min 09 s 617 |                |                |                |                |                |                |                |                | 9      |
| 10   | Maximilian Günther     | Nissan eDams       |                | 1 min 09 s 471 |                |                |                |                |                |                |                | 10     |
| 11   | Pascal Wehrlein        | Porsche            | 1 min 09 s 710 |                |                |                |                |                |                |                |                | 11     |
| 12   | Edoardo Mortara        | ROKiT Venturi      |                | 1 min 09 s 536 |                |                |                |                |                |                |                | 12     |
| 13   | Jean-Éric Vergne       | DS Techeetah       | 1 min 09 s 811 |                |                |                |                |                |                |                |                | 13     |
| 14   | Mitch Evans            | Jaguar TCS         |                | 1 min 09 s 587 |                |                |                |                |                |                |                | 14     |
| 15   | Sérgio Sette Câmara    | Dragon-Penske      | 1 min 09 s 867 |                |                |                |                |                |                |                |                | 15     |
| 16   | Antonio Félix da Costa | DS Techeetah       |                | 1 min 09 s 704 |                |                |                |                |                |                |                | 16     |
| 17   | Oliver Askew           | Avalanche Andretti | 1 min 09 s 891 |                |                |                |                |                |                |                |                | 17     |
| 18   | Alexander Sims         | Mahindra           |                | 1 min 10 s 039 |                |                |                |                |                |                |                | 18     |
| 19   | Oliver Turvey          | NIO 333            | 1 min 10 s 129 |                |                |                |                |                |                |                |                | 19     |
| 20   | Dan Ticktum            | NIO 333            |                | 1 min 10 s 507 |                |                |                |                |                |                |                | 20     |
| 21   | Sébastien Buemi        | Nissan eDams       | 1 min 10 s 185 |                |                |                |                |                |                |                |                | 21     |
| 22   | Antonio Giovinazzi     | Dragon-Penske      |                | 1 min 10 s 596 |                |                |                |                |                |                |                | 22     |

### Course

#### Classement
| Pos. | no | Pilote                 | Écurie             | Tours | Temps/Abandon   | Grille | Points | Pts bonus    |
| ---- | -- | ---------------------- | ------------------ | ----- | --------------- | ------ | ------ | ------------ |
| 1    | 17 | Nyck de Vries          | Mercedes EQ        | 41    | 52 min 14 s 642 | 3      | 25     |              |
| 2    | 5  | Stoffel Vandoorne      | Mercedes EQ        | 41    | 52 min 15 s 278 | 1      | 18     | Pôle + 3 pts |
| 3    | 27 | Jake Dennis            | Avalanche Andretti | 41    | 52 min 23 s 444 | 2      | 15     |              |
| 4    | 10 | Sam Bird               | Jaguar TCS         | 41    | 52 min 29 s 567 | 5      | 12     |              |
| 5    | 11 | Lucas di Grassi        | ROKiT Venturi      | 41    | 52 min 29 s 794 | 9      | 10     |              |
| 6    | 48 | Edoardo Mortara        | ROKiT Venturi      | 41    | 52 min 30 s 657 | 12     | 8      |              |
| 7    | 37 | Nick Cassidy           | Envision           | 41    | 52 min 31 s 907 | 6      | 6      | MT + 1 pt    |
| 8    | 25 | Jean-Éric Vergne       | DS Techeetah       | 41    | 52 min 39 s 718 | 13     | 4      |              |
| 9    | 28 | Oliver Askew           | Avalanche Andretti | 41    | 52 min 40 s 341 | 17     | 2      |              |
| 10   | 9  | Mitch Evans            | Jaguar TCS         | 41    | 52 min 41 s 962 | 14     | 1      |              |
| 11   | 94 | Pascal Wehrlein        | Porsche            | 41    | 52 min 43 s 423 | 11     |        |              |
| 12   | 22 | Maximilian Günther     | Nissan eDams       | 41    | 52 min 45 s 178 | 10     |        |              |
| 13   | 36 | André Lotterer         | Porsche            | 41    | 52 min 46 s 163 | 4      |        |              |
| 14   | 29 | Alexander Sims         | Mahindra           | 41    | 52 min 49 s 214 | 18     |        |              |
| 15   | 7  | Sérgio Sette Câmara    | Dragon-Penske      | 41    | 52 min 51 s 423 | 15     |        |              |
| 16   | 4  | Robin Frijns           | Envision           | 41    | 52 min 54 s 595 | 7      |        |              |
| 17   | 23 | Sébastien Buemi        | Nissan eDams       | 41    | 52 min 55 s 976 | 21     |        |              |
| 18   | 33 | Dan Ticktum            | NIO 333            | 41    | 53 min 03 s 864 | 20     |        |              |
| 19   | 3  | Oliver Turvey          | NIO 333            | 41    | 53 min 05 s 607 | 19     |        |              |
| 20   | 99 | Antonio Giovinazzi     | Dragon-Penske      | 41    | 53 min 31 s 169 | 22     |        |              |
| Abd. | 13 | Antonio Félix da Costa | DS Techeetah       | 7     | 08 min 58 s 699 | 16     |        |              |
| Abd. | 30 | Oliver Rowland         | Mahindra           | 0     | 00 min 00 s 000 | 8      |        |              |

- Antonio Giovinazzi, Antonio Félix da Costa, Stoffel Vandoorne, Mitch Evans et Nyck de Vries ont été désignés par un vote en ligne pour obtenir le fanboost, qui leur permet de bénéficier de 25 kW supplémentaires pendant cinq secondes lors de la deuxième moitié de la course.

#### Pole position et record du tour
La pole position et le meilleur tour en course rapportent respectivement 3 points et 1 point.
- Pole position :  Stoffel Vandoorne (1 min 08 s 626) + 3 pts
- Meilleur tour en course :  Nick Cassidy (1 min 09 s 207) au 18e tour de course + 1 pt

#### Tours en tête
- Stoffel Vandoorne (Mercedes) : 13 tours (1-13)
- Nyck de Vries (Mercedes) : 28 tours (14-41)

## Deuxième manche
GP précédent GP suivant

### Essais libres
| Pos. | Pilote                 | Voiture                          | Chrono         | Écart     |
| ---- | ---------------------- | -------------------------------- | -------------- | --------- |
| 1    | Pascal Wehrlein        | TAG Heuer Porsche Formula E Team | 1 min 07 s 215 | -         |
| 2    | Jean-Éric Vergne       | DS Techeetah                     | 1 min 07 s 456 | + 0 s 241 |
| 3    | Oliver Rowland         | Mahindra Racing                  | 1 min 07 s 550 | + 0 s 335 |
| 4    | Edoardo Mortara        | ROKiT Venturi Racing             | 1 min 07 s 562 | + 0 s 347 |
| 5    | Antonio Félix da Costa | DS Techeetah                     | 1 min 07 s 646 | + 0 s 431 |
| 6    | Jake Dennis            | Avalanche Andretti               | 1 min 07 s 654 | + 0 s 439 |

### Qualifications
| Pos. | Pilote                 | Écurie               | QA             | QB             | QQF1           | QQF2           | QQF3           | QQF4           | QSF1           | QSF2           | QF             | Grille |
| ---- | ---------------------- | -------------------- | -------------- | -------------- | -------------- | -------------- | -------------- | -------------- | -------------- | -------------- | -------------- | ------ |
| 1    | Nyck de Vries          | Mercedes EQ          | 1 min 07 s 939 |                | 1 min 06 s 871 |                |                |                | 1 min 06 s 935 |                | 1 min 07 s 154 | 1      |
| 2    | Edoardo Mortara        | ROKiT Venturi Racing |                | 1 min 07 s 724 |                |                |                | 1 min 07 s 014 |                | 1 min 06 s 987 | 1 min 07 s 159 | 2      |
| 3    | Robin Frijns           | Envision             |                | 1 min 07 s 757 |                |                | 1 min 07 s 207 |                |                | 1 min 07 s 184 |                | 3      |
| 4    | Lucas Di Grassi        | ROKiT Venturi Racing | 1 min 08 s 083 |                |                | 1 min 07 s 580 |                |                | 1 min 07 s 216 |                |                | 4      |
| 5    | André Lotterer         | Porsche              | 1 min 08 s 224 |                |                |                |                | 1 min 07 s 285 |                |                |                | 5      |
| 6    | Jean-Éric Vergne       | DS Techeetah         |                | 1 min 07 s 968 | 1 min 07 s 539 |                |                |                |                |                |                | 6      |
| 7    | António Félix Da Costa | DS Techeetah         |                | 1 min 07 s 806 |                | 1 min 08 s 681 |                |                |                |                |                | 7      |
| 8    | Jake Dennis            | Avalanche Andretti   | 1 min 08 s 419 |                |                |                |                |                |                |                |                | 8      |
| 9    | Alexander Sims         | Mahindra             |                | 1 min 08 s 011 |                |                |                |                |                |                |                | 9      |
| 10   | Oliver Rowland         | Mahindra             | 1 min 08 s 101 |                |                |                | 1 min 07 s 780 |                |                |                |                | 10     |
| 11   | Pascal Wehrlein        | Porsche              | 1 min 08 s 454 |                |                |                |                |                |                |                |                | 11     |
| 12   | Stoffel Vandoorne      | Mercedes EQ          |                | 1 min 08 s 257 |                |                |                |                |                |                |                | 12     |
| 13   | Oliver Askew           | Avalanche Andretti   | 1 min 08 s 626 |                |                |                |                |                |                |                |                | 13     |
| 14   | Maximilian Günther     | Nissan eDams         |                | 1 min 08 s 339 |                |                |                |                |                |                |                | 14     |
| 15   | Sébastien Buemi        | Nissan eDams         | 1 min 08 s 929 |                |                |                |                |                |                |                |                | 15     |
| 16   | Mitch Evans            | Jaguar TCS           |                | 1 min 08 s 368 |                |                |                |                |                |                |                | 16     |
| 17   | Oliver Turvey          | NIO 333              | 1 min 08 s 943 |                |                |                |                |                |                |                |                | 17     |
| 18   | Dan Ticktum            | NIO 333              |                | 1 min 08 s 753 |                |                |                |                |                |                |                | 18     |
| 19   | Sergio Sette Câmara    | Dragon-Penske        | 1 min 08 s 482 |                |                |                |                |                |                |                |                | 19     |
| 20   | Antonio Giovinazzi     | Dragon-Penske        |                | 1 min 08 s 811 |                |                |                |                |                |                |                | 20     |
| 21   | Sam Bird               | Jaguar TCS           |                | 1 min 13 s 910 |                |                |                |                |                |                |                | 21     |
| 22   | Nick Cassidy           | Envision             | Non qualifié   |                |                |                |                |                |                |                |                | 22     |

### Course

#### Classement
| Pos. | no | Pilote                 | Écurie               | Tours | Temps/Abandon   | Grille | Points | Points Bonus |
| ---- | -- | ---------------------- | -------------------- | ----- | --------------- | ------ | ------ | ------------ |
| 1    | 48 | Edoardo Mortara        | ROKiT Venturi Racing | 35    | 47 min 02 s 131 | 2      | 25     |              |
| 2    | 4  | Robin Frijns           | Envision             | 35    | 47 min 02 s 582 | 3      | 18     |              |
| 3    | 11 | Lucas Di Grassi        | ROKiT Venturi Racing | 35    | 47 min 03 s 043 | 4      | 15     |              |
| 4    | 36 | André Lotterer         | Porsche              | 35    | 47 min 03 s 256 | 5      | 12     |              |
| 5    | 27 | Jake Dennis            | Avalanche Andretti   | 35    | 47 min 03 s 777 | 8      | 10     |              |
| 6    | 25 | Jean-Éric Vergne       | DS Techeetah         | 35    | 47 min 05 s 297 | 6      | 8      |              |
| 7    | 5  | Stoffel Vandoorne      | Mercedes EQ          | 35    | 47 min 05 s 699 | 12     | 7      | +1 MT        |
| 8    | 30 | Oliver Rowland         | Mahindra             | 35    | 47 min 06 s 366 | 10     | 4      |              |
| 9    | 94 | Pascal Wehrlein        | Porsche              | 35    | 47 min 07 s 093 | 11     | 2      |              |
| 10   | 17 | Nyck de Vries          | Mercedes EQ          | 35    | 47 min 07 s 425 | 1      | 1      | +3 Pole      |
| 11   | 28 | Oliver Askew           | Avalanche Andretti   | 35    | 47 min 08 s 863 | 13     |        |              |
| 12   | 13 | António Félix Da Costa | DS Techeetah         | 35    | 47 min 10 s 824 | 7      |        |              |
| 13   | 23 | Sébastien Buemi        | Nissan eDams         | 35    | 47 min 11 s 146 | 15     |        |              |
| 14   | 22 | Maximilian Günther     | Nissan eDams         | 35    | 47 min 11 s 595 | 14     |        |              |
| 15   | 10 | Sam Bird               | Jaguar TCS           | 35    | 47 min 13 s 821 | 21     |        |              |
| 16   | 37 | Nick Cassidy           | Envision             | 35    | 47 min 03 s 131 | 22     |        |              |
| 17   | 7  | Sergio Sette Câmara    | Dragon-Penske        | 35    | 47 min 03 s 131 | 19     |        |              |
| 18   | 3  | Oliver Turvey          | NIO 333              | 35    | 47 min 03 s 131 | 17     |        |              |
| 19   | 33 | Dan Ticktum            | NIO 333              | 35    | 47 min 03 s 131 | 18     |        |              |
| 20   | 99 | Antonio Giovinazzi     | Dragon-Penske        | 35    | 47 min 03 s 131 | 19     |        |              |
| 21   | 9  | Mitch Evans            | Jaguar TCS           | 35    | 47 min 03 s 131 | 16     |        |              |
| Abd. | 29 | Alexander Sims         | Mahindra             | 29    | Accident        | 9      |        |              |

- ont été désignés par un vote en ligne pour obtenir le fanboost, qui leur permet de bénéficier de 25 kW supplémentaires pendant cinq secondes lors de la deuxième moitié de la course.

#### Pole position et record du tour
La pole position et le meilleur tour en course rapportent respectivement 3 points et 1 point.
- Pole position :  Nyck de Vries (Mercedes EQ) en 1 min 07 s 154
- Meilleur tour en course :  Stoffel Vandoorne (Mercedes EQ), en 1 min 08 s 917

#### Tours en tête
- Nyck de Vries (tours 1 à 14)
- Lucas Di Grassi (tours 15 et 16)
- Edoardo Mortara (tours 17 à 35)

## Classements généraux à l'issue de l'ePrix de Dariya
| Pos. | Pilote                 | Points |
| ---- | ---------------------- | ------ |
| 1    | Edoardo Mortara        | 33     |
| 2    | Nyck de Vries          | 29     |
| 3    | Stoffel Vandoorne      | 28     |
| 4    | Jake Dennis            | 25     |
| 5    | Lucas Di Grassi        | 25     |
| 6    | Robin Frijns           | 18     |
| 7    | André Lotterer         | 12     |
| 8    | Sam Bird               | 12     |
| 9    | Jean-Éric Vergne       | 12     |
| 10   | Nick Cassidy           | 7      |
| 11   | Oliver Rowland         | 4      |
| 12   | Pascal Wehrlein        | 2      |
| 13   | Oliver Askew           | 2      |
| 14   | Mitch Evans            | 1      |
| 15   | Maximilian Günther     | 0      |
| 16   | António Félix Da Costa | 0      |
| 17   | Sébastien Buemi        | 0      |
| 18   | Alexander Sims         | 0      |
| 19   | Sergio Sette Câmara    | 0      |
| 20   | Dan Ticktum            | 0      |
| 21   | Oliver Turvey          | 0      |
| 22   | Antonio Giovinazzi     | 0      |

| Pos. | Écurie                           | Points |
| ---- | -------------------------------- | ------ |
| 1    | ROKiT Venturi Racing             | 58     |
| 2    | Mercedes EQ Formula E Team       | 57     |
| 3    | Avalanche Andretti Formula E     | 27     |
| 4    | Envision Racing                  | 25     |
| 5    | TAG Heuer Porsche Formula E Team | 14     |
| 6    | Jaguar TCS Racing                | 13     |
| 7    | DS Techeetah                     | 12     |
| 8    | Mahindra Racing                  | 4      |
| 9    | Nissan eDams                     | 0      |
| 10   | Dragon-Penske Autosport          | 0      |
| 11   | NIO 333 FE Team                  | 0      |